# Шеин, Борис Петрович
Борис Петрович Шеин (27 февраля 1937 — 10 августа 2011) — советский военачальник. Первый заместитель начальника Военной академии Генерального штаба Вооружённых сил Российской Федерации (1990—1997), генерал-полковник (1989).

## Биография
Борис Петрович Шеин родился 27 февраля 1937 года.
В 1957 году окончил Чирчикское высшее военное танковое командное училище.
Командир 31-я танковой Висленской Краснознамённой орденов Суворова и Кутузова дивизии, командир 33-го армейского корпуса. 27 октября 1977 года присвоено воинское звание генерал-майор танковых войск. 30 октября 1981 года присвоено воинское звание генерал-лейтенант.
С мая 1983 по сентябрь 1986 года — командующий 1-й гвардейской танковой Краснознамённой армией (ГСВГ). С 1989 по 1990 год — главный военный консультант в Афганистане. 1 ноября 1989 года присвоено воинское звание генерал-полковник.
1990 по 1997 год — первый заместитель начальника Военной академии Генерального штаба Вооружённых сил Российской Федерации.
Скончался 10 августа 2011 года. Похоронен на Троекуровском  кладбище.

## Награды
Награждён тремя афганскими орденами «Красное Знамя»